# Ministère de la Culture et du Patrimoine national
Le ministère de la Culture et du Patrimoine national de la République de Pologne (polonais : Ministerstwo Kultury i Dziedzictwa Narodowego) est une administration gouvernementale qui s'occupe de divers aspects de la culture polonaise.  
Il est créé le 31 octobre 2005, à la suite de la disparition du ministère de la Culture de la République de Pologne, mais son histoire peut être retracée jusqu'en 1918 lorsque le ministère des Arts et de la Culture est fondé. Ce dernier est supprimé en 1922 en raison de la rationalisation des dépenses publiques et de la réforme structurelle du gouvernement. Il est rétabli au sein du comité polonais de libération nationale en 1944 et existe depuis toujours.  
Depuis 2024, la ministre est Hanna Wróblewska.

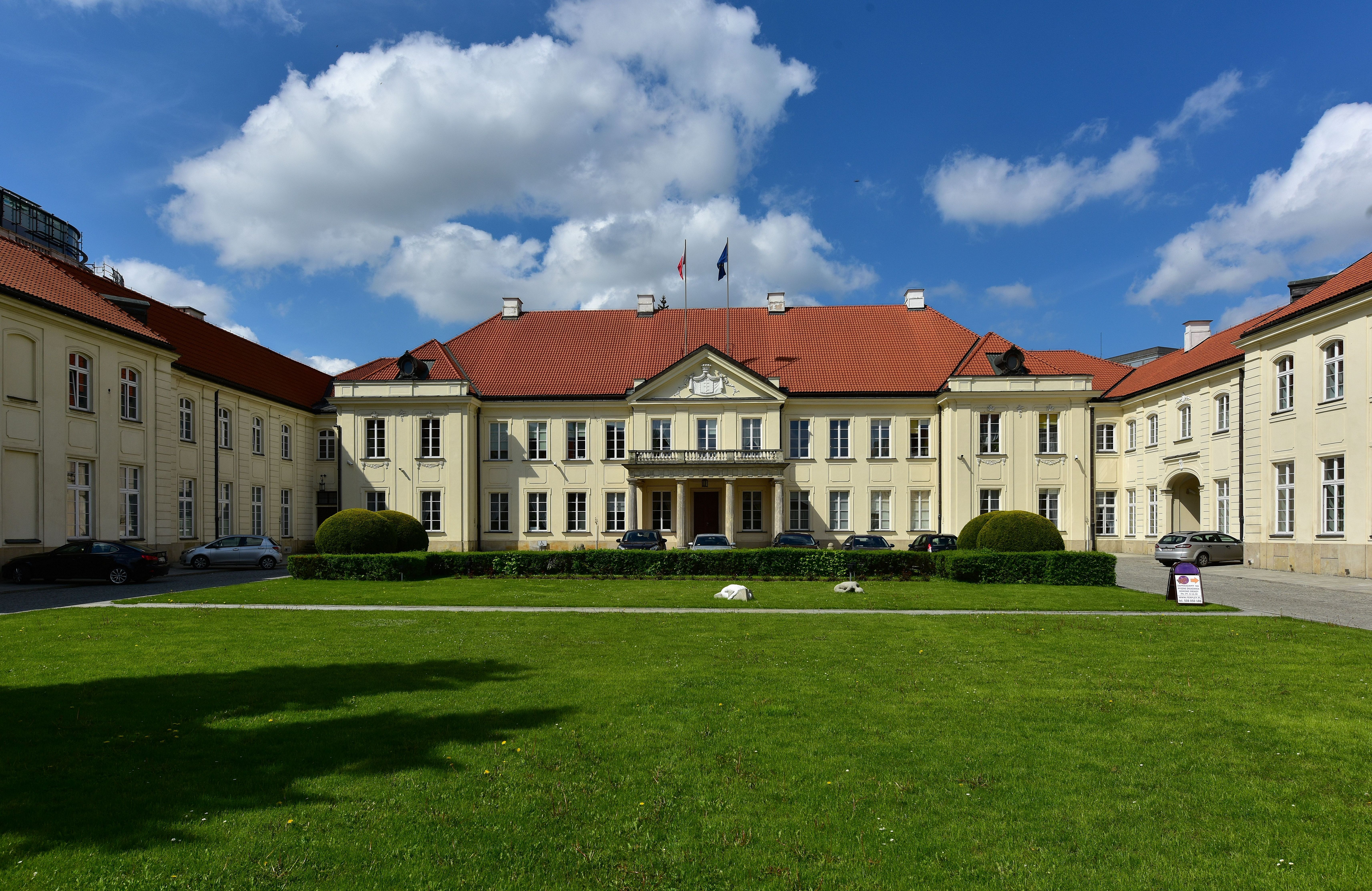
Siège du ministère, bâtiment principal du palais.

## Liste des ministres
| Portrait                                                                                | Nom                         | Partie                                 | Mandat            | Mandat            | Premier ministre (cabinet) |
| --------------------------------------------------------------------------------------- | --------------------------- | -------------------------------------- | ----------------- | ----------------- | --- |
| Ministres de la Culture et de l'Art en Pologne durant la période communiste (1944-1989) |                             |                                        |                   |                   | |
|                                                                                         | Wincenty Rzymowski          | Parti démocratique                     | 21 juillet 1944   | 2 mai 1945        | Comité polonais de libération nationale |
|                                                                                         | Edmund Zalewski             | SL                                     | 2 mai 1945        | 28 juin 1945      | Gouvernement provisoire d'unité nationale |
|                                                                                         | Władysław Kowalski          | SL                                     | 28 juin 1945      | 5 février 1947    | Gouvernement provisoire d'unité nationale |
|                                                                                         | Stefan Dybowski             | SL/Parti paysan unifié                 | 6 février 1947    | 20 novembre 1952  | Józef Cyrankiewicz (pl:Pierwszy rząd Józefa Cyrankiewicza)                                                                                    |
|                                                                                         | Włodzimierz Sokorski        | Parti ouvrier unifié polonais          | 21 novembre 1952  | 19 avril 1956     | Bolesław Bierut (pl:Rząd Bolesława Bieruta)                                                                                                   |
|                                                                                         | Karol Kuryluk               | Parti ouvrier unifié polonais          | 19 avril 1956     | 29 avril 1958     | Józef Cyrankiewicz (pl:Drugi rząd Józefa Cyrankiewicza)                                                                                       |
|                                                                                         | Kazimierz Rusinek (acting)  | Parti ouvrier unifié polonais          | 3 mai 1958        | 2 juillet 1958    | Józef Cyrankiewicz (pl:Trzeci rząd Józefa Cyrankiewicza)                                                                                      |
|                                                                                         | Tadeusz Galiński            | Parti ouvrier unifié polonais          | 2 juillet 1958    | 12 décembre 1964  | Józef Cyrankiewicz (pl:Czwarty rząd Józefa Cyrankiewicza)                                                                                     |
|                                                                                         | Lucjan Motyka               | Parti ouvrier unifié polonais          | 12 décembre 1964  | 26 octobre 1971   | Józef Cyrankiewicz (pl:Piąty rząd Józefa Cyrankiewicza)                                                                                       |
|                                                                                         | Czesław Wiśniewski (acting) | Parti ouvrier unifié polonais          | 26 octobre 1971   | 22 décembre 1971  | Józef Cyrankiewicz (pl:Piąty rząd Józefa Cyrankiewicza)                                                                                       |
|                                                                                         | Stanisław Wroński           | Parti ouvrier unifié polonais          | 22 décembre 1971  | 16 février 1974   | Piotr Jaroszewicz (pl:Pierwszy rząd Piotra Jaroszewicza)                                                                                      |
|                                                                                         | Józef Tejchma               | Parti ouvrier unifié polonais          | 16 février 1974   | 26 janvier 1978   | Piotr Jaroszewicz (pl:Drugi rząd Piotra Jaroszewicza)                                                                                         |
|                                                                                         | Janusz Wilhelmi (acting)    | Parti ouvrier unifié polonais          | 26 janvier 1978   | 16 mars 1978      | Piotr Jaroszewicz (pl:Drugi rząd Piotra Jaroszewicza)                                                                                         |
|                                                                                         | Jan Mietkowski              | Parti ouvrier unifié polonais          | 29 mars 1978      | 4 juillet 1978    | Piotr Jaroszewicz (pl:Drugi rząd Piotra Jaroszewicza)                                                                                         |
|                                                                                         | Zygmunt Najdowski           | Parti ouvrier unifié polonais          | 20 juillet 1978   | 8 octobre 1980    | Piotr Jaroszewicz (pl:Drugi rząd Piotra Jaroszewicza)                                                                                         |
|                                                                                         | Józef Tejchma               | Parti ouvrier unifié polonais          | 8 octobre 1980    | 9 octobre 1982    | Edward Babiuch (pl:Rząd Edwarda Babiucha) Józef Pińkowski (pl:Rząd Józefa Pińkowskiego) Wojciech Jaruzelski (pl:Rząd Wojciecha Jaruzelskiego) |
|                                                                                         | Kazimierz Żygulski          | sans étiquette                         | 9 octobre 1982    | 29 septembre 1986 | Wojciech Jaruzelski Zbigniew Messner |
|                                                                                         | Aleksander Krawczuk         | sans étiquette                         | 29 septembre 1986 | 1er août 1989     | Zbigniew Messner Mieczysław Rakowski (Rakowski)                                                                                               |
| Ministres de la Culture et des Arts (1989-1999)                                         |                             |                                        |                   |                   | |
|                                                                                         | Izabella Cywińska           | sans étiquette                         | 12 septembre 1989 | 12 janvier 1991   | Tadeusz Mazowiecki (Gouvernement Mazowiecki)                                                                                                  |
|                                                                                         | Marek Rostworowski          | sans étiquette                         | 12 janvier 1991   | 23 décembre 1991  | Jan Krzysztof Bielecki (Bielecki) |
|                                                                                         | Andrzej Siciński            | sans étiquette                         | 23 décembre 1991  | 11 juillet 1992   | Jan Olszewski (Olszewski) |
|                                                                                         | Piotr Łukasiewicz (acting)  | sans étiquette                         | 11 juillet 1992   | 17 février 1993   | Hanna Suchocka (Suchocka) |
|                                                                                         | Jerzy Góral                 | Union chrétienne-nationale             | 17 février 1993   | 26 octobre 1993   | Hanna Suchocka (Suchocka) |
|                                                                                         | Kazimierz Dejmek            | sans étiquette                         | 26 octobre 1993   | 26 janvier 1996   | Waldemar Pawlak (Pawlak II) Józef Oleksy (Oleksy)                                                                                             |
|                                                                                         | Zdzisław Podkański          | Parti paysan polonais                  | 15 février 1996   | 31 octobre 1997   | Włodzimierz Cimoszewicz (Cimoszewicz) |
|                                                                                         | Joanna Wnuk-Nazarowa        | Union pour la liberté                  | 31 octobre 1997   | 26 mars 1998      | Jerzy Buzek (Gouvernement Buzek) |
|                                                                                         | Andrzej Zakrzewski          | Parti conservateur-populaire (Pologne) | 26 mars 1998      | 19 octobre 1999   | Jerzy Buzek (Gouvernement Buzek) |
| Ministres de la Culture et du Patrimoine national (1999-2001)                           |                             |                                        |                   |                   | |
|                                                                                         | Andrzej Zakrzewski          | Parti conservateur-populaire           | 19 octobre 1999   | 10 février 2000   | Jerzy Buzek (Gouvernement Buzek) |
|                                                                                         | Kazimierz Michał Ujazdowski | Parti conservateur-populaire (Pologne) | 10 février 2000   | 12 juillet 2001   | Jerzy Buzek (Gouvernement Buzek) |
|                                                                                         | Andrzej Zieliński           | sans étiquette                         | 12 juillet 2001   | 19 octobre 2001   | Jerzy Buzek (Gouvernement Buzek) |
| Ministres de la Culture (2001-2005)                                                     |                             |                                        |                   |                   | |
|                                                                                         | Andrzej Celiński            | Alliance de la gauche démocratique     | 19 octobre 2001   | 6 juillet 2002    | Leszek Miller (Gouvernement Miller) |
|                                                                                         | Waldemar Dąbrowski          | sans étiquette                         | 6 juillet 2002    | 31 octobre 2005   | Leszek Miller (Gouvernement Miller) Marek Belka (Gouvernement Belka I, Gouvernement Belka II)                                                 |
| Ministres de la Culture et du Patrimoine national (2005-aujourd'hui)                    |                             |                                        |                   |                   | |
|                                                                                         | Kazimierz Michał Ujazdowski | Droit et justice                       | 31 octobre 2005   | 7 septembre 2007  | Kazimierz Marcinkiewicz (Gouvernement Marcinkiewicz) Jarosław Kaczyński (Gouvernement Kaczyński)                                              |
|                                                                                         | Jarosław Kaczyński (acting) | Droit et justice                       | 7 septembre 2007  | 12 septembre 2007 | Jarosław Kaczyński (Gouvernement Kaczyński)                                                                                                   |
|                                                                                         | Kazimierz Michał Ujazdowski | Droit et justice                       | 12 septembre 2007 | 16 novembre 2007  | Jarosław Kaczyński (Gouvernement Kaczyński)                                                                                                   |
|                                                                                         | Bogdan Zdrojewski           | Plate-forme civique                    | 16 novembre 2007  | 14 juin 2014      | Donald Tusk (Gouvernement Tusk I, Gouvernement Tusk II)                                                                                       |
|                                                                                         | Małgorzata Omilanowska      | sans étiquette                         | 14 juin 2014      | 16 novembre 2015  | Donald Tusk (Gouvernement Tusk II) Ewa Kopacz (Gouvernement Kopacz)                                                                           |
|                                                                                         | Piotr Gliński               | Droit et justice                       | 16 novembre 2015  | 27 novembre 2023  | Beata Szydło (Gouvernement Szydło) Mateusz Morawiecki (Gouvernement Morawiecki I et II)                                                       |
|                                                                                         | Dominika Chorosińska        | Droit et justice                       | 27 novembre 2023  | 13 décembre 2023  | Mateusz Morawiecki (Gouvernement Morawiecki III)                                                                                              |
|                                                                                         | Bartłomiej Sienkiewicz      | Plate-forme civique                    | 13 décembre 2023  | 13 mai 2024       | Donald Tusk (Gouvernement Tusk III) |
|                                                                                         | Hanna Wróblewska            | Indépendante                           | 13 mai 2024       | en cours          | Donald Tusk (Gouvernement Tusk III) |